# 肯尼斯·尤金·贝林
肯尼斯·尤金·贝林（英語：Kenneth Eugene Behring, 1928年6月13日—2019年6月25日），男，美国企业家、慈善家和球队老板。

## 生平
贝林1928年出生于美国弗里波特 (伊利诺伊州)，4岁随父母搬迁至威斯康辛州。在高中时曾担任校队球员，申请到奖学金进入威斯康星大学麦迪逊分校，但由于受伤无法踢球导致辍学。离开学校后担任雪佛兰和克莱斯勒集团销售人员，1949年成立自己的汽车公司。1956年搬迁至佛罗里达州开展房地产生意。后逐渐发展成为该州最大，全美第十的独立式洋房建筑商。1972年搬迁至加利福尼亚州旧金山湾区，1988年和朋友用8千万美元买下美式橄榄球职业球队西雅图海鹰。1997年将球队以2亿美元卖给微软创始人之一的保罗·艾伦。
2019年6月25日在美国加州逝世，享年91岁。

## 慈善
1988年参与建造黑鹰博物馆（原名黑鹰汽车博物馆），用来存放自己珍藏老爷车，后因捐赠博物馆后获得免税待遇而遭到批评。
1997年向史密森尼学会美国国立自然历史博物馆捐赠2千万美元用于教育目的。
2000年在美国布莱克霍克 (加利福尼亚州)成立轮椅基金会，旨在帮助发展中国家残疾人提供免费轮椅。
此外他曾向北京自然博物馆、天津自然博物馆、上海自然博物馆、重庆自然博物馆、武汉自然博物馆、陕西自然博物馆、青岛贝林自然博物馆、山东博物馆、成都博物馆、宜昌博物馆、长江文明馆等中国十多个博物馆捐赠动物标本。